# Rivellia hendeliana
Rivellia hendeliana är en tvåvingeart som beskrevs av Mario Bezzi 1916. Rivellia hendeliana ingår i släktet Rivellia och familjen bredmunsflugor. Inga underarter finns listade i Catalogue of Life.